# ロストラ柱

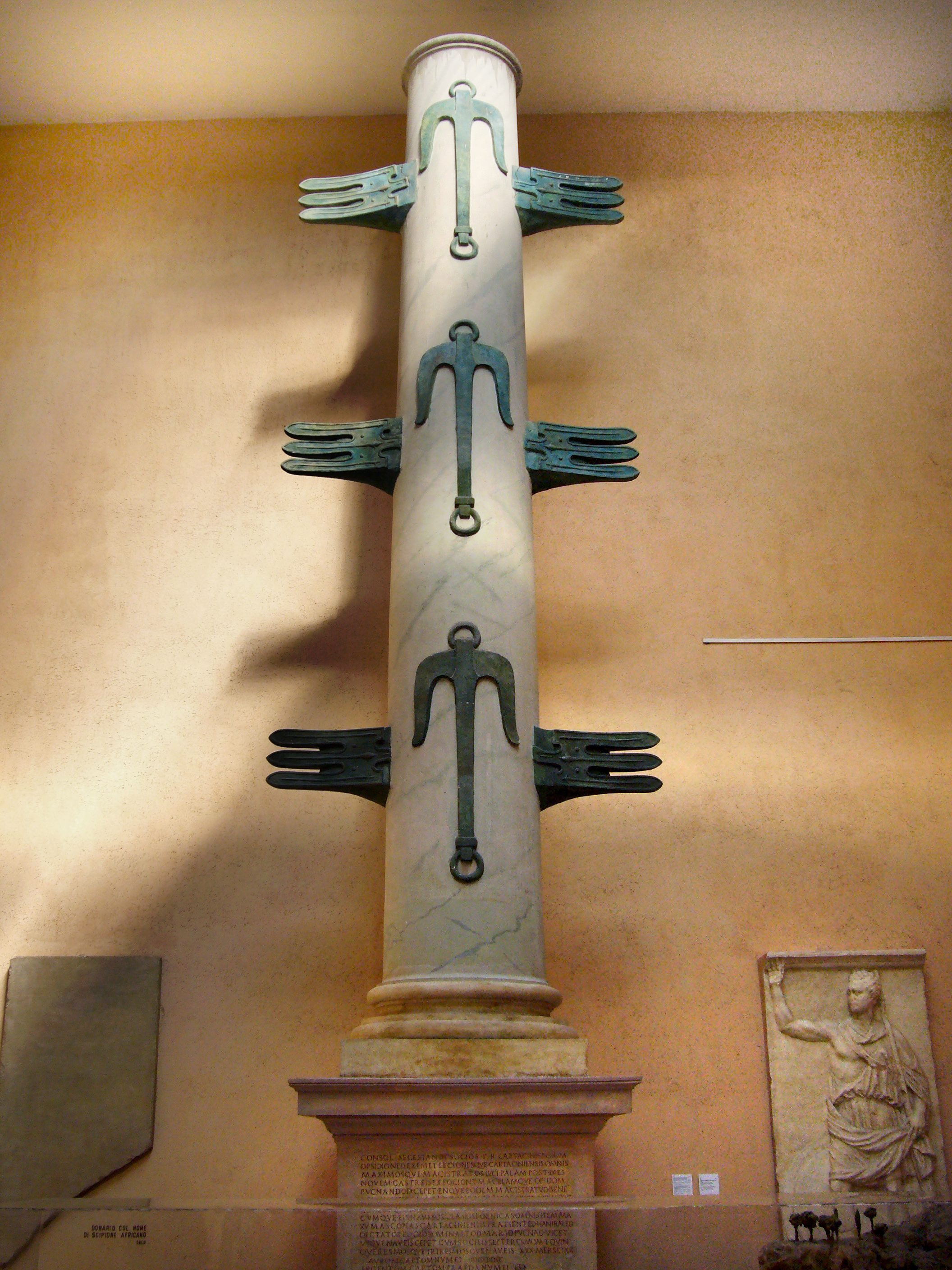
ガイウス・ドゥイリウスのロストラ柱 (ローマ文明博物館)

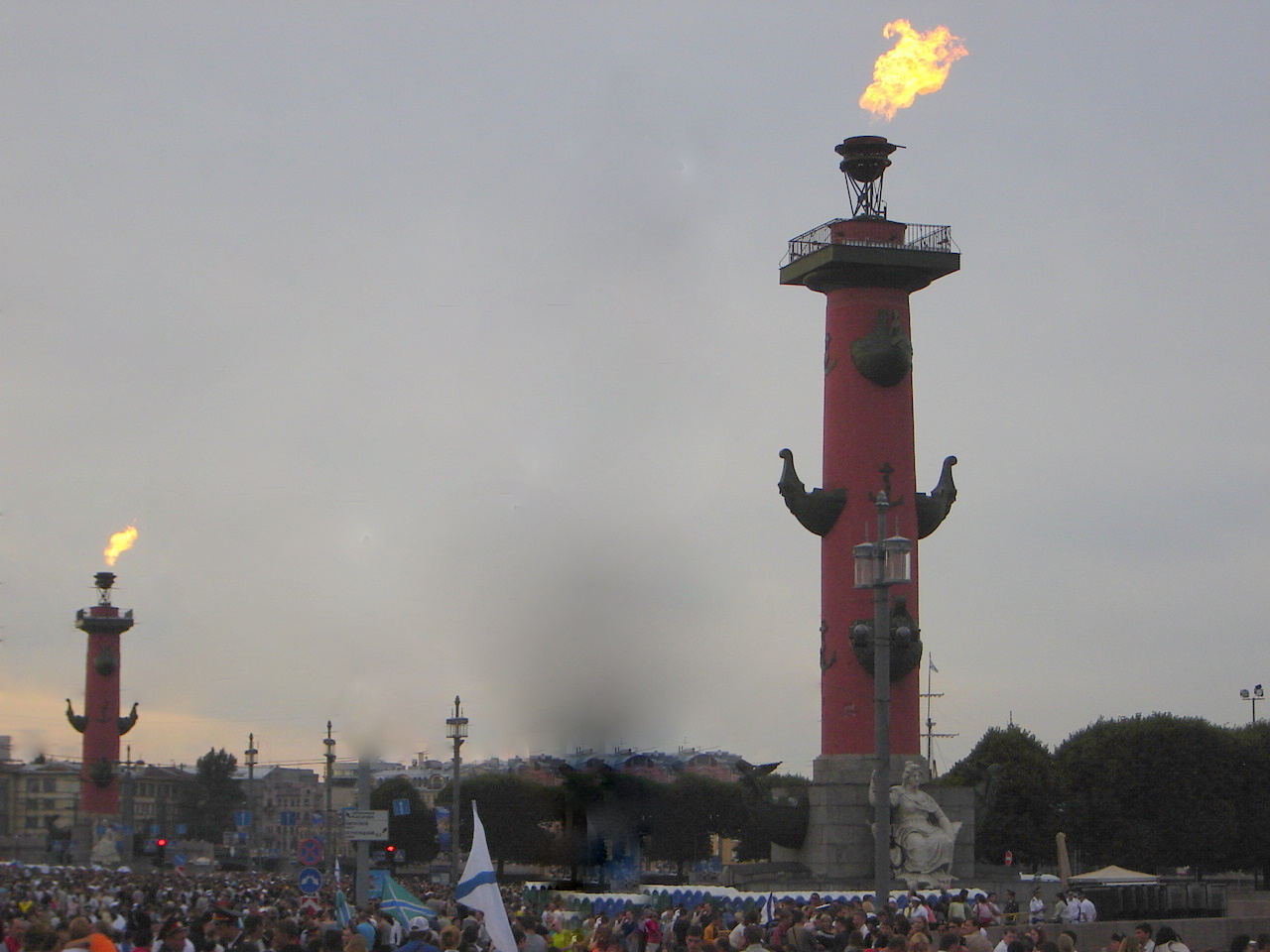
ロストラ柱 (ロシア・サンクトペテルブルク)

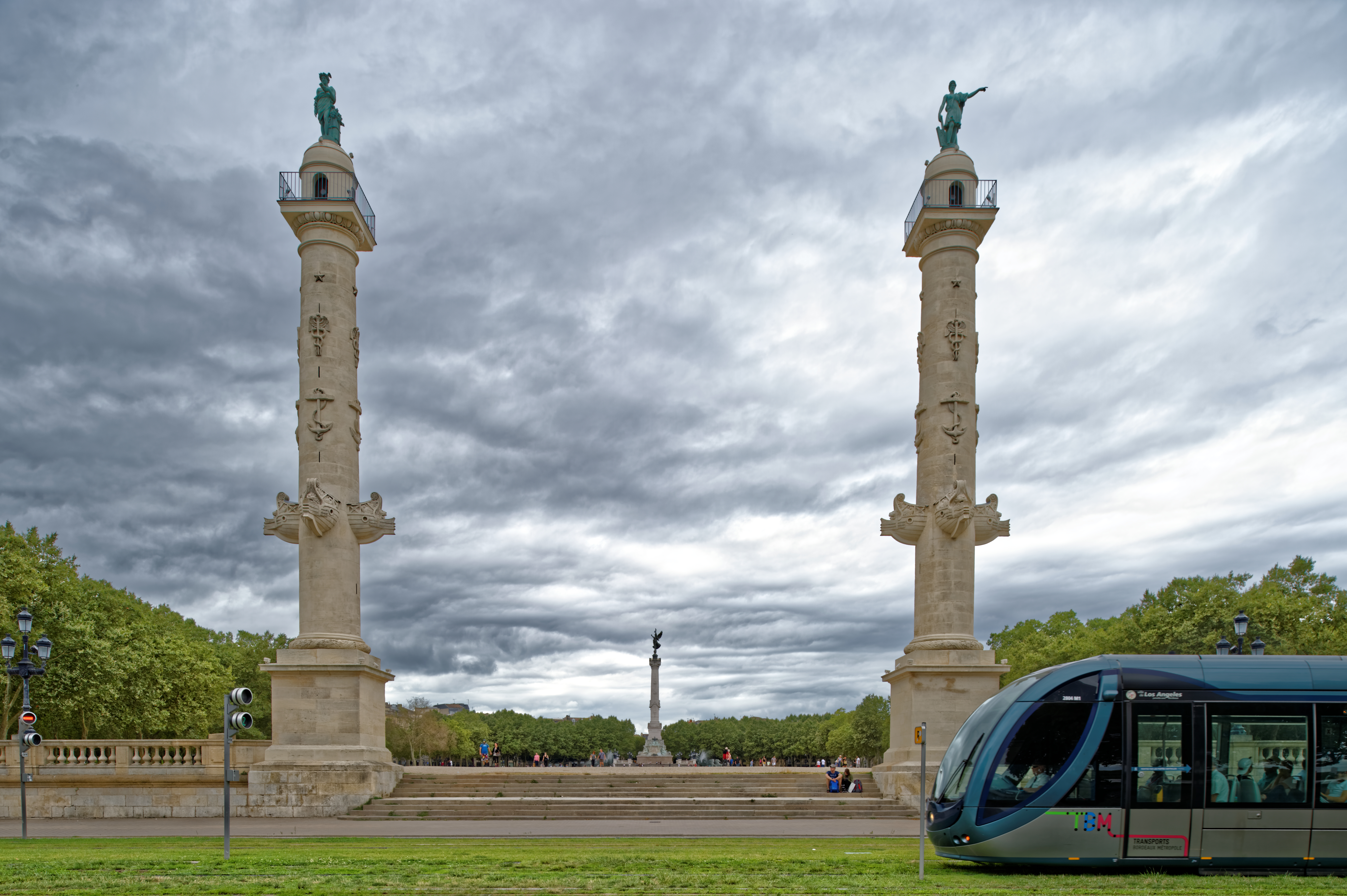
ロストラ柱 (フランス・ボルドー)

ロストラ柱（ロストラちゅう、英語: Rostral column）は船首柱とも呼ばれ、戦勝柱（Victory column）の一種で、古代ギリシャと古代ローマの建築で始まり、海軍による軍事的な勝利を記念して建てられた。従来、ロストラ（捕獲された船の船首）が柱に取り付けられていた。現代世界でのロストラ柱には、ニューヨーク市のコロンバスサークルにあるコロンブスの記念碑、サンクトペテルブルクの対になっているロストラ柱がある。

## ロストラ柱の例

### 古代
- ガイウス・ドゥイリウスのロストラ柱 (ローマ文明博物館)

### 近現代
- サンクトペテルブルクの旧証券取引所とロストラ柱（Old Saint Petersburg Stock Exchange and Rostral Columns）
- コロンブス記念碑（Columbus Monument）- コロンバスサークル (ニューヨーク市)
- ロストラ柱 (ウラジオストク)（ロシア語）[3]